# Bally Sports
Bally Sports ist ein Verbund aus regionalen Kabelsendern in den USA, die sich auf Sportberichterstattung  konzentrieren und Teil der Diamond Sports Group sind, einem joint venture zwischen der Sinclair Broadcast Group und den Entertainment Studios. Zur Familie gehören auch die Bally College Sports und Bally streaming app.
Der Verbund wurde am 31. März 2021, nachdem Sinclair Fox Sports Networks von Disney übernommen hatte, nachdem Disney vom US-Justizministerium als Bedingung für die eigene Übernahme von 21st Century Fox verpflichtet worden war, sie zu veräußern, gegründet und in Bally Sports umbenannt nach dem Erwerb. Derzeit gibt es 24 eigene Sender (ohne Unterkanäle) die entweder Metropolregionen (zum Beispiel Bally Sports Detroit) oder mehrere Bundesstaaten (wie zum Beispiel Bally Sports South) abdecken und mit den dort ansässigen Teams aus der NHL, NBA und MLB die Übertragungsrechte aushandeln.